# Incident v Kerčském průlivu
Incident v Kerčském průlivu (též incident u Kerčského průlivu) se odehrál 25. listopadu 2018, když ruská pobřežní stráž zabránila třem lodím ukrajinského námořnictva ve využití Kerčského průlivu.
Dva dělové čluny a remorkér byly na cestě z černomořské Oděsy do Mariupolu na severním pobřeží Azovského moře. Podle Ruska narušily ukrajinské lodě ruské teritoriální vody poblíž Kerčského průlivu, neplnily formální postup pro průchod přes úžinu, vykonávaly zde několik hodin nebezpečné manévry, přičemž nereagovaly na snahy o rádiové spojení. Ukrajina uvedla, že předem oznámila Rusům, že plavidla se budou pohybovat přes úžinu. Ukrajinské lodě byly zadrženy a zabaveny ruskými silami těsně za hranicí mezinárodních vod, když mířily směrem do Oděsy.
Obě strany se navzájem obvinily z provokací. Ukrajinská vláda poté vyhlásila válečný stav v regionech podél hranice s Ruskem a v pobřežních oblastech Černého moře. Incident se stal jen několik dní před summitem G20 v Buenos Aires.

## Pozadí

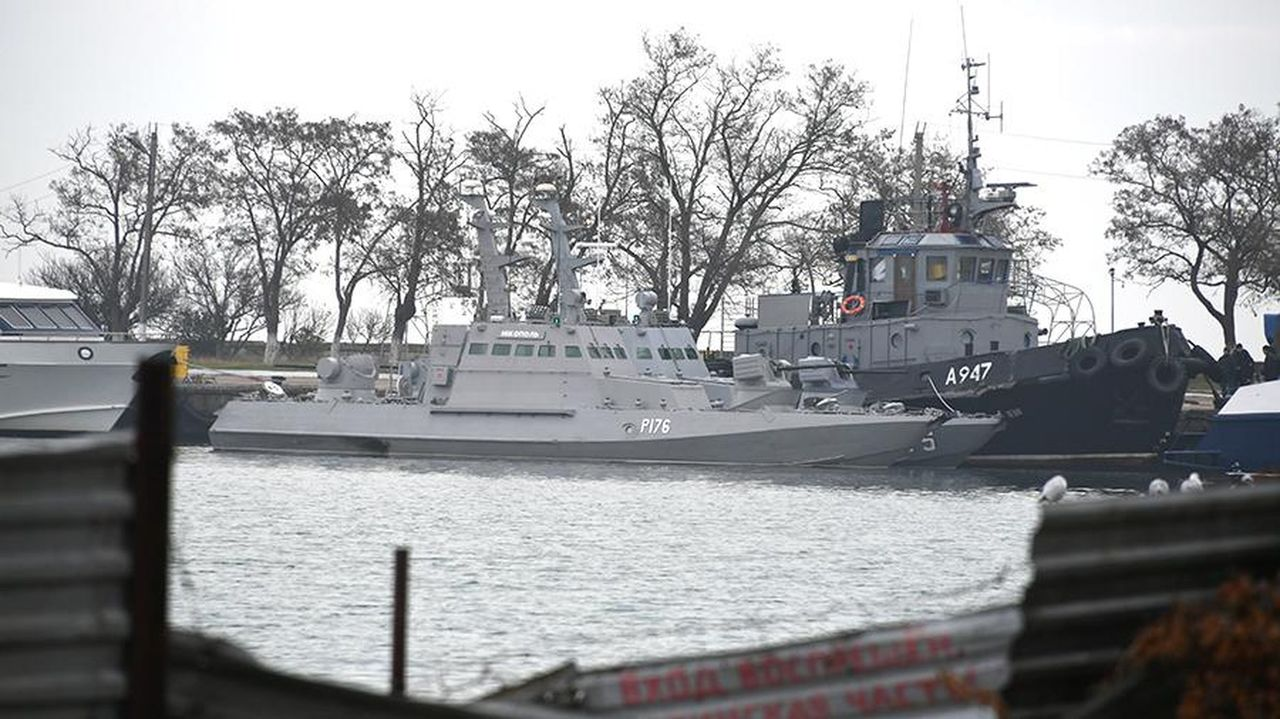
Zadržená ukrajinská plavidla v kerčském přístavu: (zepředu) Nikopol (P176), Berďansk (P175) a Jany Kapu (A947)

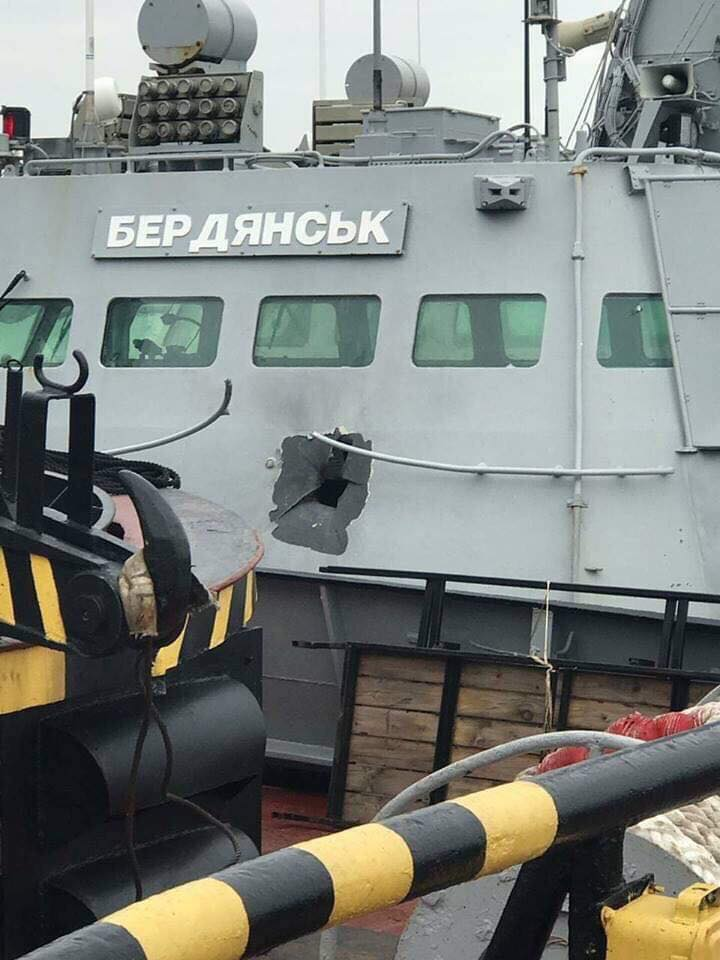
Detail levoboku můstku ukrajinského dělového člunu Berďansk s viditelným poškozením

Kerčský průliv leží mezi Tamaňským poloostrovem v ruském Krasnodarském kraji a poloostrovem Krym, jenž byl v roce 2014 Ruskem anektován, a je jedinou námořní cestou do Azovského moře. V květnu 2018 byl napříč průlivem dokončen Krymský most, čímž byl výrazně omezen prostor pro plavbu. Federální služba bezpečnosti, pod niž spadá i ochrana hranic a pobřežní stráž, od té doby v průlivu prověřuje lodě mířící z a do ukrajinských přístavů ještě důkladněji, což výrazně zpomaluje lodní dopravu.
Podle smlouvy z roku 2003, mohou průplav ruské i ukrajinské lodě svobodně využívat, průjezd vojenských lodí je ale třeba předem ohlásit a následovat formální postup pro průchod přes úžinu. Oba státy mají právo na inspekci plavidel plující do nebo z Azovského moře. Podle Režimu vojenských lodí rezoluce OSN o mořském právu mají válečné lodě na moři imunitu vůči jurisdikci pobřežního státu, pokud však některá válečná loď nesplňuje zákony a předpisy pobřežního státu, týkající se průchodu pobřežním mořem, pobřežní stát může požadovat, aby loď okamžitě opustila pobřežní moře.
Lodě jiných zemí zde při plavbě musí mít souhlas obou stran. Ukrajinští radikálové požadovali zrušit dohodu s Ruskem o Azovském moři. Kdyby byla smlouva vypovězena, podle platného mezinárodního práva by každému pobřežnímu státu patřila výsostná práva jen v pobřežním 12mílovém pásmu a ostatní vody Azovského moře by se staly tzv. internacionálním mořem. Volně operovat v Azovském moři by pak mohly také například lodě států NATO.
V březnu 2018 zadržela Ukrajina ruskou rybářskou loď Nord s deseti Rusy na palubě. Kapitán čelí na Ukrajině až pěti letům vězení kvůli „nezákonné návštěvě Krymu s cílem poškodit státní zájmy". Posádka byla obviněna, že v rozporu s ukrajinskými zákony využívá krymský přístav Kerč okupovaný Ruskem a bez povolení loví v Azovském moři. Kyjev loď zabavil a nabízí v aukčním prodeji. V srpnu byl Ukrajinou zadržen ruský tanker MV Mechanik Pogodin (IMO: 9598397, MMSI: 273354720) v přístavu Cherson. Uvedené incidenty se obešly bez mezinárodních intervencí a Ukrajina je odmítla řešit diplomatickou cestou. Ruská strana posílila hraniční inspekce v Azovském moři.
23. září proplul Kerčskou úžinou, za doprovodu plavidel ruské pobřežní stráže, armádní konvoj dvou ukrajinských bojových lodí.
Evropský parlament schválil dne 25. října 2018 návrh usnesení, kterým byly stanovené zvýšené sankce proti Rusku v případě zhoršení situace v Azovském moři.

## Průběh

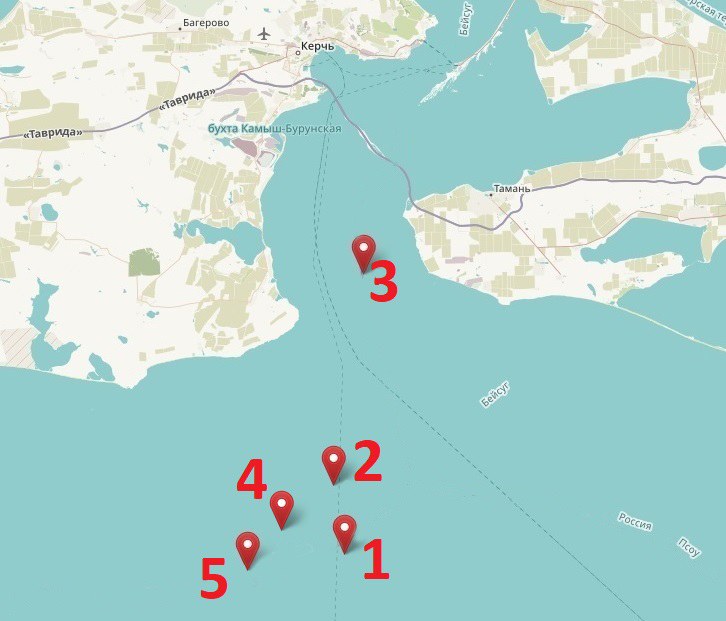
Pozice ukrajinských lodí v Kerčském průlivu 25. listopadu 2018

V dopoledních hodinách 25. listopadu 2018 se ke Kerčskému průlivu blížily od jihu tři lodě ukrajinského námořnictva, dva dělové čluny projektu 58155 Gjurza-M, Berďansk (P175, ex U175) a Nikopol (P176, ex U176), a remorkér Jany Kapu (A947, ex Krasnoperekopsk U947, ex RB-308; Projekt 498 Protej), a chystaly se jím proplout do Azovského moře. Naproti se jim vydaly (nejméně) dvě plavidla ruské pobřežní stráže, oceánský remorkér Don (353) projektu 745P a hlídková loď Izumrud (354) projektu 22460 Rubin. Ukrajinské lodě byly obviněny z narušení ruských teritoriálních vod, pokračovaly však v cestě. Ukrajina protestovala, že přesun Rusku oznámila. Podle agentury Bellingcat vstoupily ukrajinské lodě do ruských vod jak u Krymu, tak u pevninského Ruska.
Podle ukrajinského námořnictva byl následně Jany Kapu poškozen poté, co do něj Don najel. Průjezd pod Krymským mostem kolem poledne zablokovala ruská nákladní loď, což zastavilo veškerou lodní dopravu skrz průliv. V oblasti se objevily i ruské vzdušné síly, dva bitevní vrtulníky Ka-52 a dva letouny blízké palebné podpory Su-25.
Kolem půl osmé večer oznámilo ukrajinské námořnictvo, že jeho lodě se vracejí zpět do Oděsy. Hodinu na to zahájily ruské síly na ukrajinské lodě palbu a donutily je tak zastavit. Střelbou byly poškozeny oba dělové čluny a šest ukrajinských námořníků zraněno. Poté byly všechny tři lodě obsazeny jednotkami Specnazu. Jejich posádky byly zajaty a spolu se zabranými loděmi dopraveny do přístavu Kerč. Na lodích byli také přítomni agenti ukrajinské zpravodajské služby SBU. Den poté byla civilní doprava skrz průliv opět obnovena.

## Reakce

oblasti, v nichž byl výjimečný stav vyhlášen

V reakci na incident navrhl týž den ukrajinský prezident Porošenko vyhlášení výjimečného stavu; tento návrh byl následující den večer ukrajinským parlamentem schválen. Oproti původnímu návrhu, který počítal s celostátní platností po 60 dnů, platí přijatá varianta na 30 dnů a jen v 10 oblastech na pobřeží a na východní hranici. Podle Porošenka by se stav měl týkat zejména armádní pohotovosti, pohotovosti systémů civilní obrany a povolání záloh na cvičení.
26. listopadu se též konalo mimořádné zasedání Rady bezpečnosti OSN, ruskou verzi incidentu jako narušení ruských státních hranic podpořili kromě Ruska jen zástupci Číny, Kazachstánu a Bolívie. Čtyři státy se zdržely hlasování, sedm bylo proti. Návrh tak neprošel.

## Vrácení plavidel
Dne 18. listopadu 2019 ruské ministerstvo obrany oznámilo, že všechna tři zadrženená plavidla byla vrácena Ukrajině. Z azovského moře byla odtažena.